# Neblinantha parvifolia
Neblinantha parvifolia är en gentianaväxtart som beskrevs av B. Maguire. Neblinantha parvifolia ingår i släktet Neblinantha och familjen gentianaväxter. Inga underarter finns listade i Catalogue of Life.